# Ochthera baia
Ochthera baia är en tvåvingeart som beskrevs av Cresson 1931. Ochthera baia ingår i släktet Ochthera och familjen vattenflugor. Inga underarter finns listade i Catalogue of Life.